# جوان بلانش
جوان بلانش هو سياسي إسباني، ولد في 1937 في بادالونا في إسبانيا، وتوفي بنفس المكان في 16 أبريل 2014 بسبب سرطان. نشط حزبياً في حزب كاتالونيا الاشتراكي.

## مناصب
- في الانتخابات العمومية الإسبانية 1982 [الإنجليزية]‏، انتخب عضو مجلس النواب الإسباني  [لغات أخرى]‏ عن دائرة Barcelona (Congress of Deputies constituency) [الإنجليزية]‏ خلال فترته النيابية  [لغات أخرى]‏ (5 يونيو 1984 – 23 أبريل 1986).
- انتخب city councillor of Badalona  [لغات أخرى]‏.
- انتخب عضو البرلمان الكاتالوني ‏ عن دائرة Barcelona (Congress of Deputies constituency) [الإنجليزية]‏ (5 ديسمبر 1995 – 5 مايو 1999).
- انتخب العمدة لبادالونا  [لغات أخرى]‏ (23 مايو 1983 – 12 يونيو 1999).